# Iraide Ibarretxe Antuñano
Iraide Ibarretxe Antuñano (Bilbao, 1972) es lingüista, catedrática en el Departamento de Lingüística y Literaturas Hispánicas de la Universidad de Zaragoza y miembro electo de la Academia Europaea.

## Trayectoria
Se licenció en Filosofía y Letras en la Universidad de Deusto en 1995, para después continuar con sus estudios de doctorado en la University of Edinburgh donde obtuvo el título de PhD in Linguistics en 2000, con una tesis titulada Polysemy and metaphor in perception verbs. A crosslinguistic study codirida por Ronnie Cann y Jim Miller. Continuó su formación postdoctoral en la University of California, Berkeley, durante los años 1999-2001, donde trabajó en los departamentos de Linguistics con Eve E. Sweetser y Psychology con Dan I. Slobin, al mismo tiempo que colaboraba como investigadora invitada en el International Computer Science Institute, en el proyecto FrameNet dirigido por Charles Fillmore. Tras el periplo americano, siguió su formación postdoctoral en la Universidad de Deusto, durante la cual realizó estancias en el Instituto Max Planck de Psicolingüística en el grupo liderado por Stephen C. Levinson, Language and Cognition. En 2001 comenzó su actividad docente, primero en la Universidad del País Vasco-Euskal Herriko Unibertsitatea, para recalar después en la Universidad de Zaragoza, donde ejerce como personal docente e investigador desde 2003.
Ha visitado como investigadora invitada diversos centros como el Instituto Max Planck de Psicolingüística de Nimega (Países Bajos), la Universidad de Concepción (Chile), la Universidad de California, Berkeley o la Universidad de Lund. Ha sido profesora invitada en diversas universidades repartidas por Europa, América y Asia. Pertenece al comité científico-editorial de revistas como Review of Cognitive Linguistics, Cognitive Linguistics, Vigo International Journal of Applied Linguistics, Ciencia Cognitiva, Fontes Linguae Vascorum, Oihenart. Cuadernos de Lengua y Literatura, o Triangle, así como a los comités de evaluadores y expertos de la ANEP (España), FONDECYT (Chile), FWO (Flanders), AGAUR (Cataluña), GIF (Alemania), HCÈRES (Francia). Ha sido secretaria de la Asociación Española de Lingüística Cognitiva (2004-2008; 2012-2016) y directora del panel de Lexicografía y Lexicología de AESLA (2013-2019). Actualmente, es colaboradora de la División de Coordinación, Evaluación y Seguimiento Científico y Técnico de la Agencia Estatal de Investigación,  miembro del comité de evaluación UNIBASQ (Humanidades).

## Líneas de investigación
Su investigación se centra en torno a la relación entre el lenguaje, la cognición y la comunicación desde una perspectiva cognitiva, tipológica y psicolingüística. Es especialista en paradigmas cognitivo-funcionalistas como la Lingüística Cognitiva tanto desde una perspectiva teórica (metáfora, construcciones) como aplicada (adquisición, traducción) e investiga sobre el lenguaje multimodal en diversas lenguas del mundo, especialmente en las románicas, germánicas y euskara.
Sus publicaciones versan sobre la motivación del lenguaje, especialmente sobre temas en torno a la semántica (lexicalización, polisemia), la iconicidad (ideófonos, simbolismo fónico) y la relación entre metáfora, corporeización y cultura. 

## Publicaciones
Ha (co-)publicado más de un centenar de artículos en revistas y en publicaciones nacionales e internacionales que se encuentran disponibles en Academia.edu, además de los siguientes libros:
- 2021. Ibarretxe-Antuñano, I. & J. Valenzuela. Lenguaje y cognición. Madrid: Síntesis.
- 2019. Ibarretxe-Antuñano, I., T. Cadierno & A. Castañeda. Eds. Lingüística cognitiva y español LE/L2. London: Routledge.[6]
- 2017. Ibarretxe-Antuñano, I. Ed. Motion and Space across Languages: Theory and Applications. Amsterdam: John Benjamins.[7]
- 2016. Horno Chéliz, Mª C., I. Ibarretxe-Antuñano & J. L. Mendívil-Giró. Eds. Panorama actual de la ciencia del lenguaje. Primer sexenio de Zaragoza Lingüística. Zaragoza: PUZ.[8]
- 2015. Ibarretxe-Antuñano, I. & A. Hijazo-Gascón. Eds. New Horizons in the Study of Motion: Bringing together Applied and Theoretical Perspectives. Newcastle: Cambridge Scholars.[9]
- 2014. Ibarretxe-Antuñano, I. & J. L. Mendívil-Giró. Eds.  To Be or Not to Be a Word. New Reflections on the Definition of Word. Newcastle: Cambridge Scholars.[10]
- 2013. Rojo, A. & I. Ibarretxe-Antuñano. Eds. Cognitive Linguistics and Translation: Advances in Some Theoretical Models and Applications. Berlin/New York: Mouton de Gruyter.[11]
- 2013. Val-Álvaro, J. F, J. L. Mendívil-Giró, Mª C. Horno-Chéliz, I. Ibarretxe-Antuñano, A. Hijazo-Gascón, J. Simón & I. Solano. Eds. 2013. De la unidad del lenguaje a la diversidad de las lenguas. Zaragoza: Prensas Universitarias de Zaragoza.[12]
- 2012/2019. Ibarretxe-Antuñano, I. & J. Valenzuela. Dirs. Lingüística Cognitiva. Barcelona: Anthropos.[13]
- 2007. Ibarretxe-Antuñano, I., C. Inchaurralde & J. Mª Sánchez-García. Eds. Language, Mind, and the Lexicon. Hamburg: Peter Lang.[14]
- 2006. Ibarretxe-Antuñano, I. Sound Symbolism and Motion in Basque. Munich: Lincom Europa.
- 2006. Ibarretxe-Antuñano, I. Hizkuntzaren bihotzean: Euskal onomatopeien hiztegia. Euskara-Ingelesera-Gaztelania. Donostia: Gaiak.

## Divulgación científica
Comprometida con diseminar la investigación en Lingüística entre público en general colabora regularmente en diversos medios y actividades. Entre los que destacan: 
- Artículos de divulgación en revistas como Archiletras (n.º 9,[15] n.º 10,[16] n.º 11, n.º 12) o Ciencia Cognitiva[17] y en periódicos como el Heraldo de Aragón en Tercer Milenio.[18]
- Charlas en eventos divulgativos como los de la Noche de los Investigadores[19] o Pint of Science.
- Coordinación de iniciativas como Zaragoza Lingüística a la Carta, un repositorio con materiales multimedia sobre el Lenguaje, y el canal YouTube Zaragoza Lingüística.
- Actividades de divulgación del Grupo Psylex como el Seminario de Divulgación Zaragoza Lingüística o el programa de radio "En la puntica de la lengua. ZL en las ondas" en La Cadiera en Aragón Radio.
- Colaboraciones en diversos medios como "Todo es Lenguaje"[20] en RNE o "En la puntica de la Lengua"[21] en Aragón Radio, entre otros.

## Premios y distinciones
- 1996, 1997, 1998. John Orr Research Award. Faculty of Arts. University of Edinbugh.[22]
- 2019. Miembro de la Academia Europaea.[23]
- 2020. Premio "Rafael Monroy" para investigadores experimentados. Asociación Española de Lingüística Aplicada.[24]